# شبح درون پوسته: استند الون کامپلکس (بازی ویدئویی ۲۰۰۴)
شبح درون پوسته: استند الون کامپلکس (ژاپنی: 攻殻機動隊 STAND ALONE COMPLEX هپبورن: Kōkaku Kidōtai Sutando Arōn Konpurekkusu) یک بازی ویدئویی به سبک تیراندازی است که توسط کاویا توسعه یافته و به‌وسیلهٔ سونی کامپیوتر انترتینمنت در سال ۲۰۰۴ برای کنسول پلی‌استیشن ۲ منتشر شده‌است. این بازی با الهام از مجموعه انیمه‌ای به همین نام ساخته شده‌است. داستان بازی در سال ۲۰۳۰ و ما بین رخدادهای نسخه‌های استند الون کامپلکس و شبح درون پوسته: اس.ای.سی دومین گیگ روایت می‌شود. از شخصیت‌های قابل کنترل در این بازی می‌توان به موتوکو کوساناگی و باتوئو اشاره کرد.